# Noves rimades
Les noves rimades son un estrofisme i un gènere literari molt popular a Catalunya del segle xii a XV. Es tracta d'un gènere de poesia narrativa, és a dir, no és poesia lírica per expressar sentiments, sinó una manera d'explicar històries abans que la prosa. El seu estrofisme conté un nombre il·limitat de versos octosíl·labs que rimen en apariats.
En un primer moment la narrativa es feia en vers però en versos més llargs, normalment alexandrins, així en francès sorgeixen Le roman d'Enéas o Le roman de Thèbes i en castellà la cuaderna vía. En català aquest vers llarg narratiu no va existir i es va agafar directament les noves rimades que havien estat fetes servir en francès per Chrétien de Troyes en les seves novel·les de tema artúric i Maria de França en els Lais, també amb temes d'allò que se n'ha anomenat la Matèria de Bretanya. Així en català tindrem moltes obres escrites en aquest estrofisme: La faula de Guillem de Torroella, el Llibre de Fortuna e Prudència de Bernat Metge, ambdós de tema al·legòric. També altres peces anònimes (i com les anteriors del segle xiv): el Salut d'Amor, el Conte d'amor i el Frare de Joy e Sor de Plaser. Tot i ser un gènere narratiu com que estava escrit en vers l'aparició de provençalismes hi és ben present.